# Chuichi Nagumo
Chuichi Nagumo (南雲 忠一, Nagumo Chūichi, född 25 mars 1887, död 6 juli 1944, var en japansk amiral under andra världskriget.
Nagumo var befälhavare under den framgångsrika attacken mot Pearl Harbor men förlorade sedan vid Slaget vid Midway. Under de sista avgörande striderna i slaget vid Saipan valde han att begå självmord hellre än att ge upp.